# Ветцикон
Ветцикон (нем. Wetzikon, алем. нем. Wetzike) — коммуна в Швейцарии, в кантоне Цюрих.
Входит в состав округа Хинвиль. Население составляет 20 542 человека (на 31 декабря 2007 года). Официальный код — 0121.

## Известные уроженцы и жители
- Негели, Ганс Георг — швейцарский композитор, музыкальный педагог и издатель.
- Маурер, Ули — швейцарский государственный и политический деятель. С 1 января по 31 декабря 2013 года — президент Швейцарии.